# Вишневский, Александр Сергеевич
Александр Сергеевич Вишневский (18 августа 1955 года, Свердловск — 13 июня 2015 года, Екатеринбург) — советский спелеолог, наиболее известный исследованиями пещер на Урале и в Узбекистане. После 2000 года исследования в Узбекистане стали особенно значимыми, поскольку включали работы в пещере Бой-Булок, самой глубокой пещере в Средней Азии и одной из самых глубоких пещер в мире.

## Детство, образование и карьера
Родился в семье Сергея Пантелеймоновича Вишневского, военного инженера и строителя аэродрома Кольцово в Свердловске и химика Марии Георгиевны Вишневской. После окончания средней школы в Свердловске поступил и окончил в 1978 году факультет географии и биологии Уральского государственного педагогического института. После окончания института по распределению уехал на север Свердловской области преподавать в школе для проблемных подростков в Полуночном. В феврале 1981 года переведен в среднюю школу в село Новоалексеевское, недалеко от Свердловска. В 1984 году он вернулся в Свердловск, работал в Институте повышения квалификации по туризму, с 1991 года — в организации «Спелеоцентр», а в 1995 году открыл магазин снаряжения для спорта и активного отдыха «Альпур».

## Спелеология
В средней школе Вишневский начал интересоваться пещерами и спелеологией. В 1973 году, изучая географию, много путешествовал по Уралу в составе СГС (Свердловская городская спелеосекция), в которую он был принят в 1974 году. После окончания института, работая учителем географии, вел занятия по спелеологии и воспитал несколько поколений молодых спелеологов. В 1984 году вернулся в Свердловск и начал участвовать в деятельности туристических и спелеологических организаций СССР. Он был одним из основателей АСУ (Ассоциация спелеологов Урала, созданная в 1989 году) и ее первым президентом. Он также стал членом Русского географического общества. В 1999 году избран вице-президентом Российского союза спелеологов. Вишневский участвовал в научных проектах, а также в разработке и применении нового спелеологического оборудования, например технике одной веревки.
Он руководил и организовывал региональные и всесоюзные спелеологические экспедиции и учебные мероприятия: в 1976 году — два спелеолагеря на Западном Кавказе, на массивах Фишт и Алек, в 1977 году — экспедиция в пещеру Оптимистическая на Украине и Всесоюзный спелеолагерь на хребте Алек; в 1978 г — 7-я Конференция по проблемам спелеотуризма в Перми, спелеолагеря в Губахе и на озере Байкал; в 1979 г.- Всесоюзный сбор инструкторов спелеотуризма на хребте Алек, Западный Кавказ и там же в 1980 г. спелеолагерь второго года обучения, в 1981 году — 4-й Матч городов Урала в Свердловске, спелеолагерь второго года обучения на хребте Кырктау и экспедиция по поиску пещер на хребте Чак-Чар, юго-западные отроги Гиссарского хребта в Узбекистане; в 1983 году еще одна поисковая экспедиция на Гиссарский хребет, учебно-тренировочная поездка на хребет Алек, 7-й Матч городов Урала на скале Шихан под Челябинском, ознакомительная поездка в Куйбышевскую пещеру на массиве Арабика, спелеолагерь на Северном Урале; в 1985 г.- учебный семинар на Бзыбском хребте и экспедиция в пещеру имени Илюхина на массиве Арабика, Западный Кавказ.
В трудные годы для российской спелеологии после распада СССР в 1991 году его организационные таланты, сильная воля и финансовая поддержка помогли спелеологическому сообществу Свердловска-Екатеринбурга сохранить наследие предыдущих лет. В последующие годы руководил экспедициями и путешествиями в Центральную Азию, а также в другие страны, например, в Италию, Непал и Норвегию.

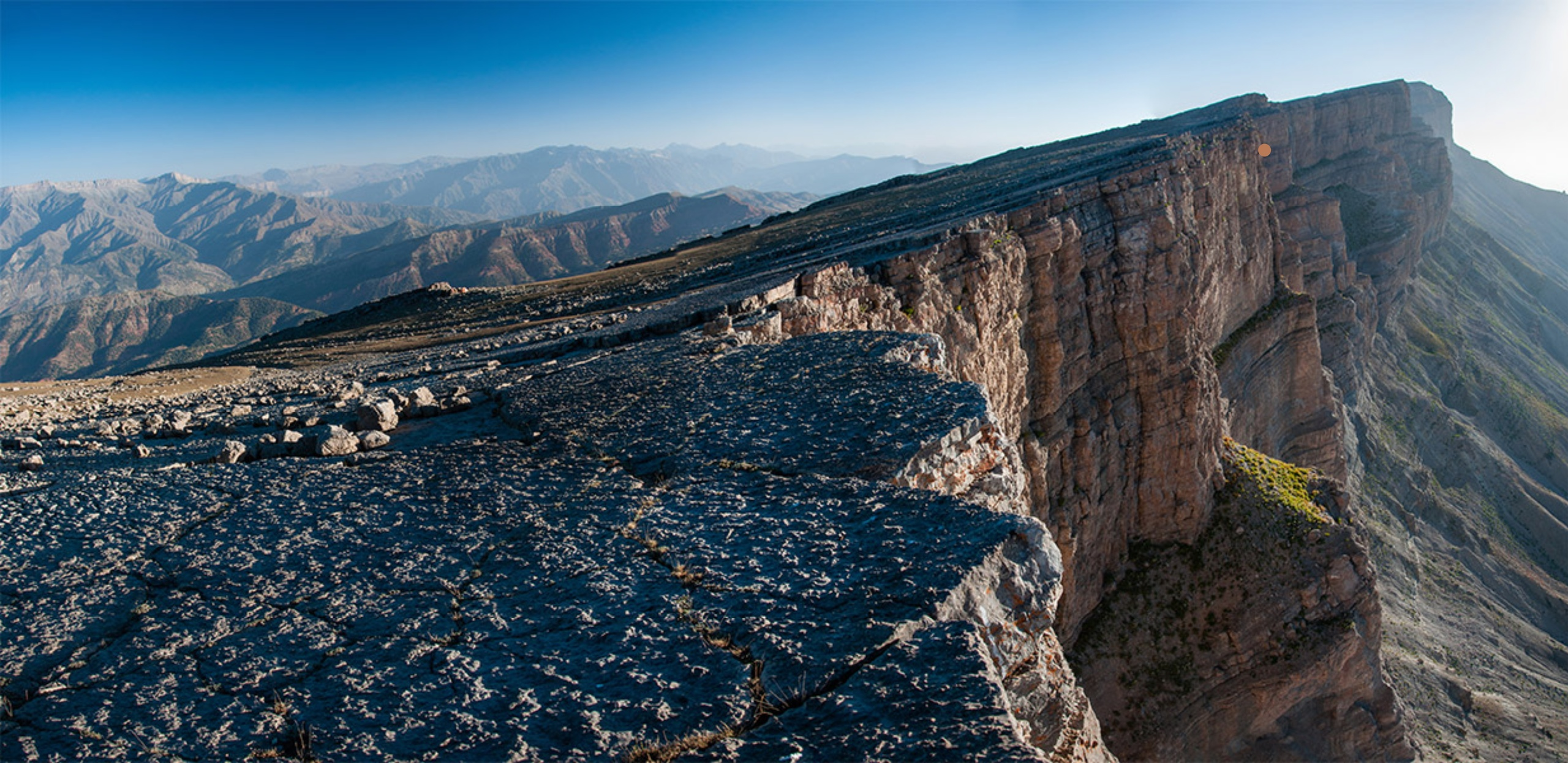
Горный хребет Чульбаир, Узбекистан, вход в пещеру имени Вишневского

## Пещеры Узбекистана
После открытия пещеры Киевской на плато Кырктау в Узбекистане в 1972 году, 2340 м н. у. м., которую в последующие годы исследовали до глубины 990 м (в 1977—1978 гг. стала самой глубокой пещерой в СССР), спелеологи СГС в конце семидесятых начали искать новые глубокие пещеры в Средней Азии. В мае 1981 года они обнаружили на хребте Кетмень-Чапты пещеру Зиндан, 3100 м н. у. м. Ее источник, 1300 м н. у. м., вселял надежду на пещеру большой глубины. После смерти Сергея Зенкова, погибшего во время летней экспедиции 1981 года, пещера была переименована в пещеру Уральская им. Зенкова (Зиндан). Зимой во время следующей экспедиции мобильной группе под руководством А. Бадерина и А. Вишневского удалось пройти сифон на глубине 300 м и в январе 1983 года достигнуть глубины 565 м. Пещера закончилась сифоном, слишком узким для погружения. Несколько поисковых экспедиций летом 1983 г. оказались безуспешными, и СГС решила переориентироваться на массив Арабика в Абхазии, участвуя в экспедициях других спелеологических организаций. Всего Вишневский организовал 10 экспедиций в Узбекистан, в основном в пещеру Бой-Булок.

## Бой-Булок

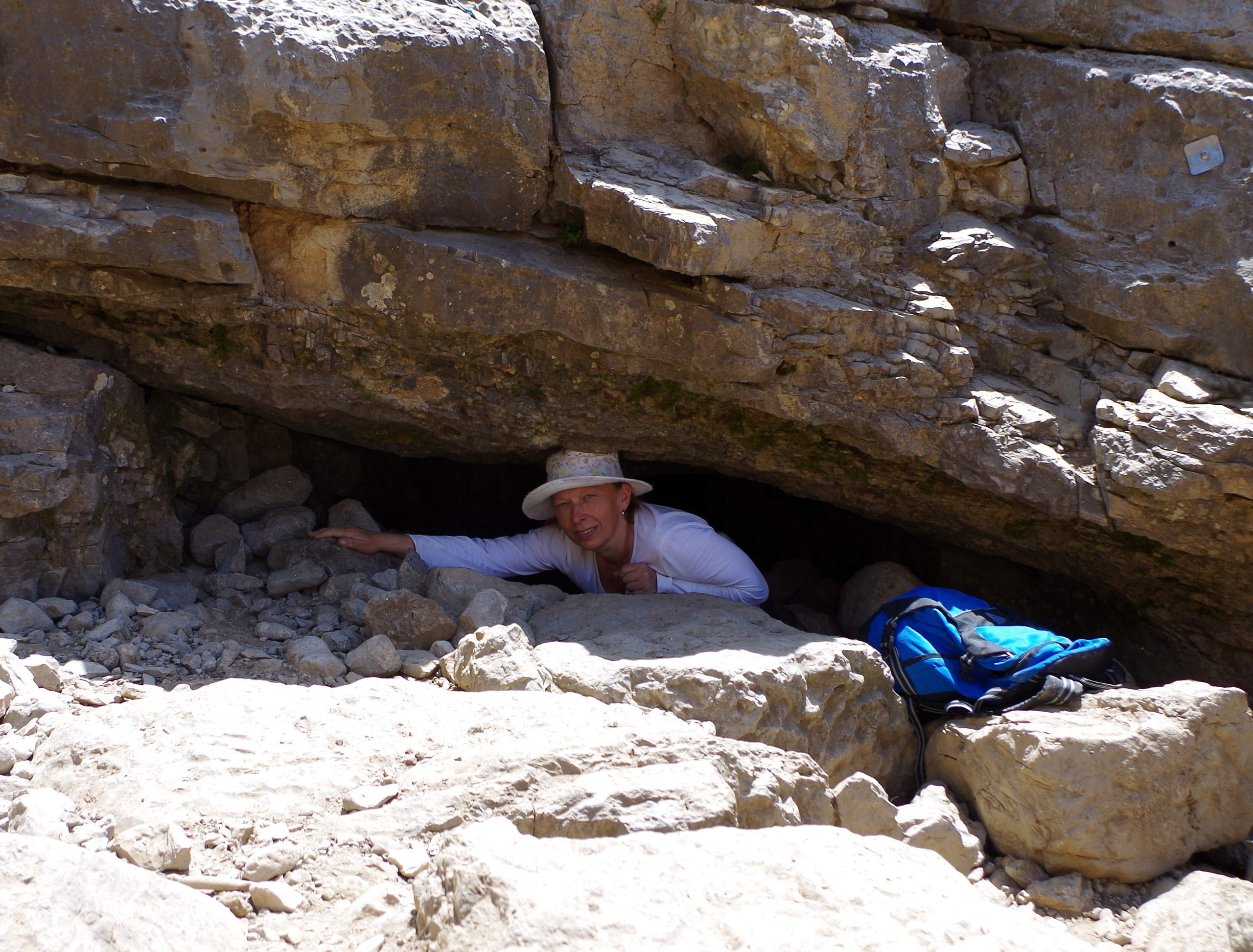
Вход в пещеру Бой-Булок, Узбекистан, на фото Елена Любавина

В 1985 году спелеологи СГС возобновили экспедиции в Узбекистан, чтобы исследовать пещеры, входы в которые были обнаружены в 1984 году небольшой экспедицией СГС на массив Ходжа-Гур-Гур-Ата. Группа из пяти участников экспедиции отправилась на хребет Сурхантау для поиска пещер. По дороге в кишлаке Курганча, 1455 м н. у. м., местные жители рассказали им о пещере, называемой Бой-Булок (бой булок = богатый источник на местном наречии), куда в 1971 году ушел житель из высокогорного кишлака Дехиболо и не вернулся. Спелеологи пошли по руслу ручья и обнаружили вход в пещеру на высоте 2650 м н.у.м. По узкому восходящему меандру было пройдено 600 м в длину с набором высоты 90 м. Далее ход повернул вниз. Вскоре был достигнут 27-метровый колодец и на его дне обнаружили человеческие кости. Позже выяснилось, что это был Мустафакуль Зокиров, учитель из кишлака Дехиболо, который ранее несколько раз посещал пещеру, она находилась примерно в четырёх часах ходьбы от деревни. В мае 1971 года во время сильной засухи он отправился к пещере со своим сыном и ишаками, чтобы принести воду. Он вошел в пещеру и перед первым колодцем его керосиновая лампа погасла. В темноте он потерял ориентацию и упал в пропасть.
Не только пещера Бой-Булок, но и большинство других пещер в этом районе представляют собой длинные узкие труднопроходимые меандры. Это связано с геологическим строением и малым количеством воды в процессе формирования пещеры. Сергей Куклев, член команды Вишневского, в 1999 году записал с его слов:
Немного о морфологии Бой-Булока, — продолжил Вишневский. — Пещера заложена в верхних и средних юрских известняках, в моноклинальной плите известняка — это сохранившееся крыло антиклинали. Мощность известняков, по нашим наблюдениям, от 200 до 350 метров. Бой-Булок расположена на высоте 2700 метров над уровнем моря. Край плиты — на высоте 3800 метров. Развитие пещеры вверх дает нам интересную перспективу увеличения пещеры до солидной глубины. Самое интересное наблюдение экспедиции подтвердило наши предположения, что все воды, текущие в разных направлениях в Бой-Булоке, имеют, видимо, конденсационное происхождение, так как паводок, который мы наблюдали, в нижние горизонты пещеры не попал. Вся вода по бронированному среднеазиатскому карсту стекает и размывает каньоны, но не формирует пещеру.

Бой-Булок — вид с ЮЗ на профиль пещеры с поверхностью СЗ-ЮВ

В последующие годы экспедиции стали регулярными: в 1986 году пещера была углублена до −400 м, в 1987 году до −500 м, останки Зокирова были вынесены из пещеры и возвращены его семье, в 1988 году участники экспедиции прошли сифон на −600 м, спустили из него воду таким образом, что он стал полусифоном, открыв новую часть пещеры, которая была пройдена до −900 м. В 1989 году совместная советско-итальянская команда достигла второго сифона на −1154 м и смогла подняться вверх до точки +156 м, что дало общую амплитуду пещеры 1310 м. В 1990 году советско-британская команда открыла Новую часть в пещере и исследовала ее вниз и вверх до отметки +222 м (общая амплитуда 1376 м), в 1991 году были продолжены исследования нижних уровней Новой части и в 1992 году совершено восхождение в 70-ти метровый колодец до +257 м, что дало окончательную амплитуду пещеры 1415 м. В последующие годы в связи с распадом СССР и нестабильной обстановкой в регионе организация экспедиций была затруднена и их количество сократилось. В 1994 экспедиция была свернута по причине выхода из строя большей части транспортных мешков, в 1995 проводилась работа в Русском тоннеле и выполнялись раскопки завала в Обвальном зале. В 1998 году был установлен лагерь в Русском тоннеле, совершено неудачное погружение в сифон на глубине 560 м в Новой части и попытка первого погружения в источник Холтан-Чашма, где разгружается пещера Бой-Булок. Источник расположен на 130 м ниже второго сифона пещеры, по горизонтали расстояние 7 км — поэтому ход, скорее всего, полностью затоплен. Спелеологи СГС под руководством Вишневского вернулись в Узбекистан в Бой-Булок в 2007 году, и с этого момента экспедиции в этот район проводились почти каждый год. В Бой-Булоке были обнаружены и исследованы новые части, но глубина пещеры не изменилась. Повторные погружения в источник Холтан-Чашма были проведены в 2014 и 2015 годах, во время которых на расстоянии 170 м и глубине 18 м был достигнут линзообразный грот с нисходящими щелями, слишком узкими, чтобы пройти дальше.

## Смерть
Вишневский не был женат. В последние годы его здоровье начало ухудшаться, но смерть была вызвана инфекцией во время госпитализации после бытовой травмы головы. Похоронен на Сибирском кладбище Екатеринбурга.

## Наследие
Его деятельность значительно повлияла на развитие спелеодвижения в России, особенно важны результаты работы на хребте Чульбаир спелеологических организаций — СГС и АСУ, с которыми он был тесно связан всю жизнь. В год его смерти, 2015, в рамках экспедиции СГС и АСУ поисковая группа под руководством Василия Самсонова из Оренбурга обнаружила пещеру чуть ниже края стены плато над Бой-Булоком. Пещере дали рабочее название ЧБ-15 и исследовали ее до длины 400 метров и глубины 70 метров. В 2016 году пещера была пройдена до 260 метров в глубину и 1500 метров в длину. Основной ход пещеры, ныне называемой пещерой имени Вишневского, постепенно развивался в направлении Бой-Булока. Исследования продолжались в следующие годы и в 2019 году команда СГС и АСУ при участии московских и иркутских спелеологов обошла сифон на −735 м. Они продвинулись до глубины 1131 м, где закончили исследование перед следующим колодцем из-за нехватки оборудования и времени. Соединение двух пещер (в 2019 нижняя точка пещеры Вишневского подошла к Бой-Булоку на расстояние 50 м по вертикали и 250 м по горизонтали), позволило бы достичь совокупную глубину более 2000 м.
Перспективы, которые открыло это достижение, дали толчок спелеологическим исследованиям в этой части мира.
Работа Вишневского отразилась в фильмах об экспедициях в Узбекистане, в книгах и отчетах об экспедициях.

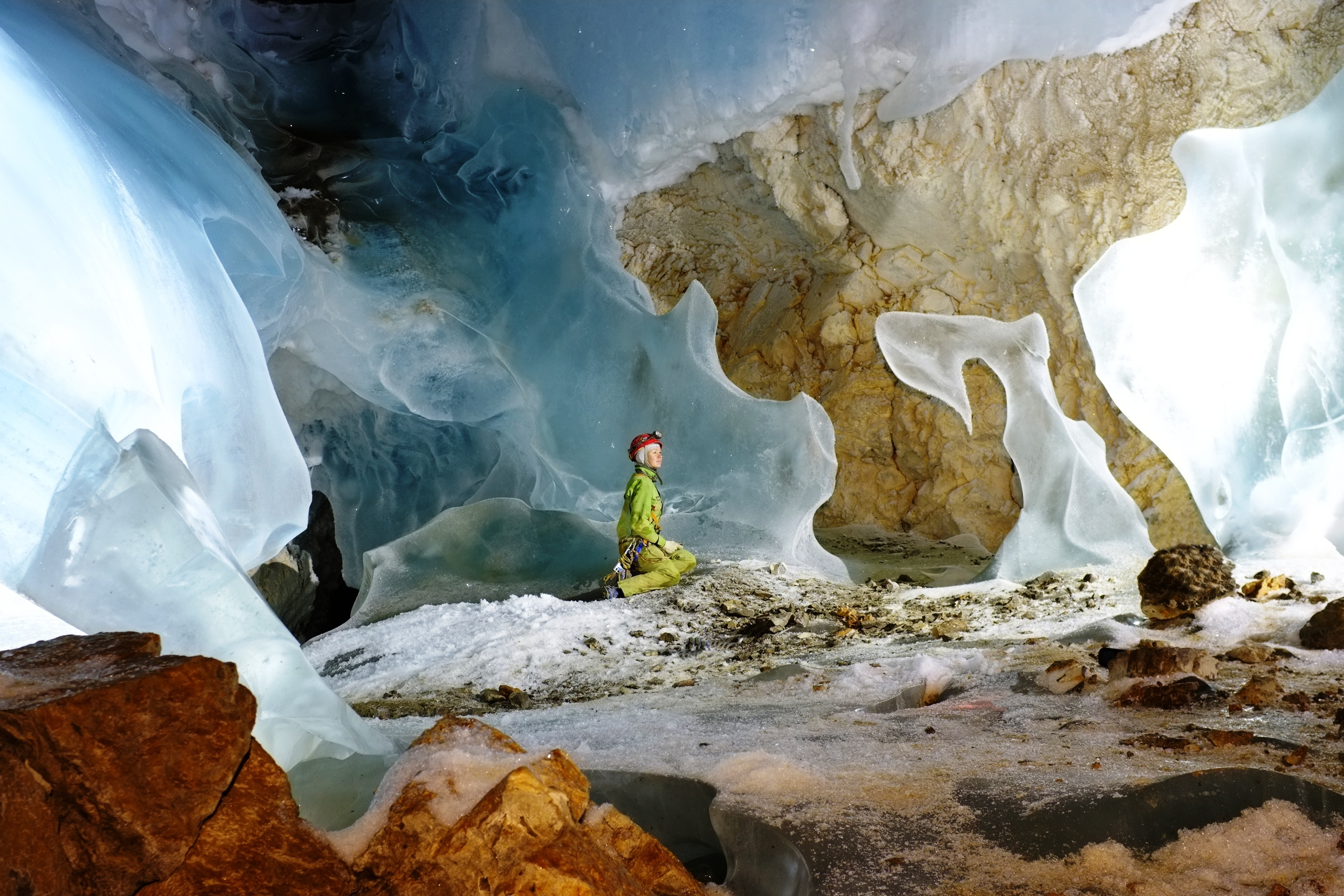
Грот Полнолуние со льдом, на фото Анастасия Бухарова, пещера Дарк Стар, Узбекистан